# Alicia Levy
Alicia Levy (* 1963 in Philadelphia; † 1. Dezember 2007 ebenda) war eine US-amerikanische Blues-Sängerin und Gitarristin.
Levy lebte in Philadelphia, dann in Chicago, New Orleans und einige Jahre auch in Berlin und München, wo sie mit ihrem Mix aus Blues, Rag und Folk in vielen Clubs auftrat, oft auch zusammen mit lokalen Musikern und Bluesbands. Zu ihren  bekanntesten Stücken gehörte Love Me Like a Guitar, das auf dem Shanachie-Label veröffentlicht wurde.

## Diskographische Hinweise
- Alicia – Out to Lunch (1997, mit Alex Haas)[3]
- Every Woman's Blues (Shanachie 1998)